# Neacomys pictus
Neacomys pictus és una espècie de mamífer rosegador de la família dels cricètids. És endèmic de l'extrem oriental de Panamà, on viu a altituds d'entre 550 i 800 msnm. Probablement és un animal nocturn i solitari. Els seus hàbitats naturals són els herbassars i matollars baixos que limiten amb boscos perennifolis. Es desconeix si hi ha cap amenaça significativa per a la supervivència d'aquesta espècie.